# 阿秡泉
阿秡泉，又寫為阿拔泉，是臺灣屏東縣高樹鄉的一個傳統地域名稱，位於該鄉中部至東部略偏北地帶。相較於今日行政區，其範圍大致包括田子村東北部凸出部分的東部邊界地帶、舊庄村北部凸出部分的西北半部、長榮村東南部、源泉村北半部、高樹村東南半部、建興村不含西北部邊界地帶、司馬村東南端、舊寮村東南部不含其東部邊界地帶、新豐村西南部中央一小段。
本地區境內主要聚落為阿秡泉（阿拔泉）、青埔尾、溪埔仔、大路關寮、私埤（部分），設有高樹國中。

## 歷史
台灣日治初期，阿秡泉地區為一街庄，稱為「阿秡泉庄」（舊制街庄），隸屬於港西上里。該庄昔日輪廓呈東北－西南走向的狹長斜錐形，其西北與高樹下庄、舊藔庄為鄰，東與蕃地為鄰，南邊為加蚋埔庄、田仔庄。
1901年（日治明治三十四年）11月11日，全台廢縣廳改設二十廳，該庄隸屬於阿猴廳。1904年（明治三十七年）4月15日，該庄編入「東振新區」，隸屬於阿猴廳。1905年（明治三十八年）4月1日，阿猴廳改稱「阿緱廳」。1909年（明治四十二年）10月25日，全台合併二十廳為十二廳，東振新區仍隸屬於阿緱廳。1920年（大正九年）10月1日，全台地方制度大改正，廢十二廳改設五州二廳，該庄改制為「阿秡泉」大字，隸屬於高雄州屏東郡高樹庄（新制街庄）。
戰後高樹庄改制為高樹鄉，隸屬於高雄縣，大字亦改制為村。1950年（民國39年）10月1日，高、屏分治，高樹鄉改隸屬於屏東縣。

## 聚落
本地區發展較早的聚落為阿秡泉（阿拔泉）、青埔尾，在日治初期的官方地圖上已有記載。此外，本地區尚有溪埔仔、大路關寮、私埤（部分）等聚落。

## 交通
省道台27線是荖濃至烏龍的幹道，經過本地區西南部暨阿秡泉聚落。由該道路北行可前往高樹鄉高樹市區、高雄市六龜區，並止於荖濃地區下荖濃聚落的省道台20線路口；南行可前往鹽埔鄉、九如鄉/長治鄉交界地帶、屏東市、萬丹鄉等地。
縣道185號又稱「沿山公路」，是大津至枋寮的南北向道路，經過本地區東部邊界地帶中南段。由該道路北行可前高樹鄉東北端，並止於大津聚落的省道台27線路口；南行可前往高樹鄉/三地門鄉交界地帶、內埔鄉東北端、內埔鄉/瑪家鄉交界地帶、瑪家鄉/萬巒鄉交界地帶、萬巒鄉等地。
鄉道屏2線是上大埔至高樹的道路，路線大致為西南有缺口的近環狀線，先後經過本地區北端及中部地區暨大路關寮、青埔尾等聚落。
鄉道屏4線是中大埔至青埔尾的道路，其東側端點（終點）位於本地區南部略偏西、鄉道屏2線路口。
鄉道屏5線是南郡至源泉的道路，其東南側端點（終點）位於本地區南部略偏西、阿秡泉聚落的省道台27線路口。
鄉道屏7線是大路關寮至泰山的道路，全線大致位於本地區境內。其北側端點（起點）位於本地區中部略偏東、大路關寮聚落西側的區道屏2線路口，南側端點（終點）位於本地區東部邊界地帶南端的縣道185號路口。
鄉道屏11線是舊寮至新南勢的道路，經過本地區西南部。

## 學校
- 高樹國中